# Helmut Wagner (Bühnenbildner)
Helmut Wagner (* 28. März 1936 in Schneidemühl, Westpreußen, heute Piła, Polen; † 23. Juli 2009 in Dresden) war ein deutscher Bühnenbildner, Maler und Hochschullehrer. Er legte in der Lehre Wert auf die Verbindung künstlerischer Kreativität und solider handwerklicher Ausbildung. Die Vielfalt an gestalterischen und technischen Möglichkeiten des Bühnenbildners band er an die jeweils zeitgebundene szenische Realisierung des konkreten Stückinhalts.

## Leben
Helmut Wagner wurde 1936 als jüngstes von vier Kindern eines Diplom-Landwirtes geboren. Seine Mutter war zunächst Hausfrau und arbeitete später nach der Flucht als Sprachlehrerin für Russisch. Wagner besuchte ab 1942 die Volksschule in Insterburg, Ostpreußen (heute Tschernjachowsk, russische Oblast Kaliningrad). Die Familie floh 1944 nach Thüringen. Wagner machte 1954 sein Abitur an der Lessing-Oberschule in Erfurt und begann seine berufliche Laufbahn 1955 als Bühnenarbeiter am Schauspielhaus Erfurt. Von 1956 bis 1958 studierte er Theatermalerei an der Fachschule für Angewandte Kunst in Leipzig und von 1958 bis 1963 Bühnen- und Kostümbild bei Hans Reichard an der Hochschule für Bildende Künste (HfBK) Dresden. Danach arbeitete er bis 1967 an den Landesbühnen Sachsen und am Deutschen Nationaltheater Weimar, wo er an den Faust-Inszenierungen von Fritz Bennewitz 1965–1967 mitwirkte.
Anschließend übernahm er in Ergänzung seiner DDR-weiten Inszenierungen (neben Erfurt, Dresden und Weimar u. a. in Ost-Berlin, Chemnitz, Schwerin, Halle, Bautzen, Zwickau) eine Lehrtätigkeit als Oberassistent an der HfBK Dresden, wo er 1973 zum Dozenten und Leiter der Abteilung Bühnen- und Kostümbild und 1984 zum Professor in diesem Fach berufen wurde. Er inszenierte auf Einladung am Nationaltheater Nikosia (Zypern, 1978) und am City-Theater Lappeenranta (Finnland, 1982, 1984, 1986, 1987). Außerdem nahm er an der ersten Prager Quadriennale für Theaterarchitektur und szenografisches Schaffen 1967 teil und stellte dort 1975 auch aus. 1988 gestaltete er das Bühnenbild für die Aufführung von Heinrich von Kleists Der zerbrochene Krug am Staatlichen Deutschen Schauspieltheater in Temirtau in der Sowjetunion (heute Kasachstan).  Nach seiner Emeritierung bereicherten viele Reise- und Landschaftsskizzen seine künstlerische Arbeit. Diese Schaffenszeit erlebte ihren Höhepunkt in den Jahren 2001 bis 2009. Ab 2001 war Wagner auch Mitglied der Künstlergruppe L’Villa.
Helmut Wagner war verheiratet und Vater zweier Kinder. Sein Schwiegersohn ist der Historiker Armin Wagner.

## Ausstellungen Bühnenbild (Auswahl)
- 1975: 3. Prager Quadriennale
- 1982/1982 und 1987/1988: 9. und 10. Kunstausstellung der DDR
- 1978: Nikosia
- 1982: Oslo
- 1984: Sofia